# Băi, care mi-ai șutit mașina?

Imagine din film

Băi, care mi-ai șutit mașina? (2000, denumire originală Dude, Where's My Car?) este un film de comedie stoner american regizat de Danny Leiner. În film interpretează actorii Ashton Kutcher și Seann William Scott ca doi tineri care se trezesc într-o dimineață și nu mai știu unde și-au parcat mașina.

## Povestea
Jesse și Chester, doi drogați împiedicați, se trezesc într-o dimineață după ce în noaptea aceea au fost la o petrecere și nu-și  amintesc unde au parcat mașina. Acest lucru duce la o cercetare pe teren. Cei doi se confruntă cu diverși oameni printre care prietenele lor supărate, Wilma și Wanda, a căror casă a fost distrusă, o bandă furioasă, un stripper transsexual care-i hărțuiește pentru o valiză plină cu bani furați, cu un cult de extratereștri fanatici și cu un grup de extratereștri cu formă umană aflați în căutarea unui dispozitiv mistic care ar putea salva sau distruge lumea.

## Distribuția
- Ashton Kutcher este Jesse Montgomery III
- Seann William Scott este Chester Greenburg
- Jennifer Garner este Wanda
- Marla Sokoloff este Wilma
- Kristy Swanson este Christie Boner
- David Herman este Nelson
- Hal Sparks este Zoltan
- Charlie O'Connell este Tommy
- John Toles-Bey este Mr. Pizzacoli
- Timmy Williams este Jeff
- Jodi Ann Paterson este Super Hot Giant Alien
- Freda Foh Shen este Chinese Foooood Voice
- Bill Chott este Big Cult Guard
- Teressa Tunney este Tania
- Christian Middelthon și David W. Bannick - Alien Nordic Dudes
- Keone Young este Mr. Li
- Fabio - în rolul său
- Mitzi Martin, Nichole M. Hiltz, Linda Kim, Mia Trudeau și Kim Marie Johnson - Alien Jumpsuit Chicks
- Mary Lynn Rajskub este Zelmina
- Pat Finn este Officer Rick
- Brent Spiner (necreditat) este Pierre
- Andy Dick (necreditat) este Mark
- Joyce Giraud (necreditat) este fata cu Fabio din mașină